# Falucho
Falucho é um município da província de  La Pampa, na Argentina.